# Air Loyauté
Air Loyauté est une compagnie aérienne intérieure française du Pacifique Sud créée en 2003 sur les vestiges d'Aviazur, en liquidation, (Air Loyauté partage avec Aviazur les mêmes actionnaires, le même avion et le même personnel), basée en Nouvelle-Calédonie et qui effectue du transport aérien à la demande au départ de l'aéroport de Magenta. Elle est une filiale du groupe SODIL (Société d’Investissement et de Développement des Iles Loyauté). Elle possède une flotte de trois DHC-6 Twin Otter et avait commandé deux Twin Otter série 400 de nouvelle génération devant être livrés en 2011. Devant les problèmes de livraison rencontrés, cette acquisition a été annulée et le choix de la compagnie s'est recentrée sur l'exploitation de Twin Otter série 300.
En avril 2011, Air loyauté remporte l'appel d'offres du SAMU de Nouvelle-Calédonie portant sur la fourniture de moyens aériens pour la réalisation de missions Evasan.
La compagnie a fait alors l'acquisition d'un Beechcraft King Air 200 d'occasion dans le but de proposer une solution de transport aérien médicalisé en direction du CHT de Nouméa. Un autre appareil du même type est, semble-t-il, loué à la compagnie métropolitaine Chalair qui fournira également une partie des équipages. Ces deux avions sont équipés Raisbeck (partiel) et porte type cargo afin d'offrir un outil de travail adapté.
L'avion principal est équipe d'une civière Spectrum aéromed avec unité de chargement des malades.

## Missions
Sa principale mission est d'apporter une solution aérienne dans le cadre du désenclavement des îles Loyauté. Elle effectue également plusieurs lignes régulières en ACMI pour le compte d'Air Calédonie ainsi que des vols à la demande et des transports sanitaires.
La compagnie s'est donnée une autre mission, celle de former des jeunes îliens aux métiers de l'aéronautique.
Pour ce faire, elle a monté (en partenariat avec la Province des îles Loyauté, le gouvernement et le Groupe d'Intérêt Public Cadre Avenir), une filière interne de formation Pilote et Technicien de maintenance.
Ainsi, au bout d'un parcours en Calédonie et en métropole, les jeunes bénéficiaires sortent de la filière, au bout d'une période de 24 à 36 mois, avec un ATPL théorique assorti d'un CPL/IR, d'une MCC, le FCL 1-028, et d'une Qualification de type sur une des machines exploité par la compagnie.
La filière technique leur permet au bout d'un même laps de temps, d'acquérir une licence PART 66 B1/B2 assortie également d'une qualification machine.

## Évolutions
Air Loyauté est une compagnie qui effectue une croissance maîtrisée et qui passera entre 2009 et 2011 de 1 à 5 avions en pleine propriété avec un volume d'heures évoluant de 500 hdv à 3600 hdv annuelles et un effectif passant de 10 à 33 employés.
Dotée d'un CTA délivré par l'aviation civile et d'une licence d'exploitation sur sa zone de chalandise, elle possède un atelier PART 145 intégré et mise sur la formation en mettant en place un TRTO dédié au DHC6 et une formation technique par le biais d'un programme d'OJT B1 et B2 approuvé.
Elle possède une autorisation "HUM" et "MUN" et effectue aussi des missions humanitaires pour le compte des 3 provinces.

### Projet Air Océania
En 2019 le président de la Province des îles Loyauté, Jacques Lalié a annoncé une stratégie de développement de la compagnie dans le cadre d'un projet global de desserte aérienne en Nouvelle-Calédonie.
Il veut rendre plus attractive la destination des Îles Loyauté en proposant des prix de billets à coûts réduits rendant ainsi la Nouvelle-Calédonie plus accessible aux touristes d'une part et d'autre part en permettant à l’ensemble des Calédoniens de voyager dans la région. Selon le président de la province, Air Loyauté et Airbus ont entamé des discussions sur le choix d'un appareil adapté type Airbus A220. Il est envisagé des vols au départ de Nouméa - La Tontouta puis de Lifou-Wanaham vers des destinations comme l'Australie, la Nouvelle-Zélande, le Vanuatu, Wallis et Futuna, Tahiti ou encore l'Indonésie. Le 14 novembre 2019 la SODIL créé la SAS Air Océania et nomme Jean-Luc Datim à la tête de cette nouvelle société.

## Destinations

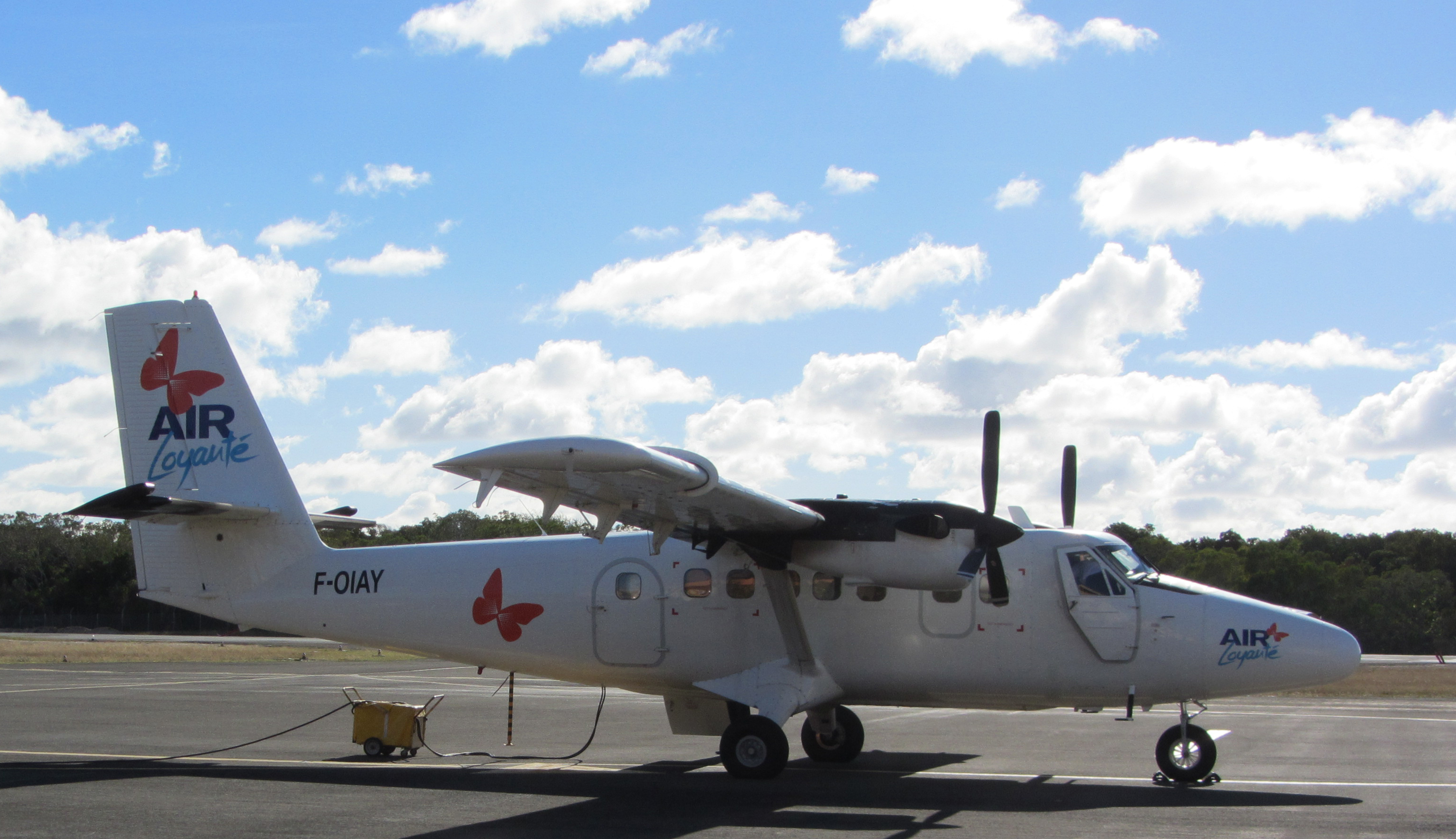
DHC-6 Twin Otter de Air Loyauté à Ouvéa en 2014.

Vols intérieurs au départ de Nouméa Magenta :
- Bélep-Wala via Koumac
- Koumac
- Lifou-Wanaham
- Maré - La Roche
- Ouvéa-Ouloup
- Tiga

Vols intérieurs au départ de Lifou-Wanaham :
- Maré - La Roche
- Nouméa Magenta
- Tiga
- Ouvéa-Ouloup